# أندريس نافارو
أندريس نافارو هو مخطط حضري ومهندس معماري ودبلوماسي دومينيكاني، ولد في 4 فبراير 1964 في بوناو في جمهورية الدومينيكان.

## وصلات خارجية
- الموقع الرسمي